# Lampyroidea schneideri
Lampyroidea schneideri is een keversoort uit de familie glimwormen (Lampyridae). De wetenschappelijke naam van de soort is voor het eerst geldig gepubliceerd in 1999 door Geisthardt.